# Rochelle Diamond
Rochelle (Shelley) A. Diamond es una bióloga e investigadora estadounidense, activista queer y presidenta emérita de la organización Out to Innovate. Es la directora del Laboratorio de Recursos Compartidos de Citometría de Flujo y Clasificación Celular del Instituto Tecnológico de California y la directora del laboratorio de investigación de Ellen Rothenberg.

## Trayectoria
Con 20 años salió del armario con su familia. Y, después de la universidad, contrajo matrimonio con un amigo que sabía que era lesbiana y estuvieron casados durante 10 años. Posteriormente, Diamond se casó con la química Barbara Belmont después de conocerse en la comunidad de activistas queer de Los Ángeles. Llevan más de 30 años casadas.
Realizó sus estudios académicos en la Escuela de Medicina de la Universidad del Sur de California, el Instituto de Investigación City of Hope y la Universidad de California en Los Ángeles (UCLA). Diamond obtuvo una doble licenciatura en bioquímica y biología molecular en la Universidad de California en Santa Bárbara en 1974. Durante estos años formativos, perfeccionó su experiencia en biología molecular y química de proteínas. De hecho, desempeñó un papel fundamental como miembro del equipo de investigación City of Hope/Genentech que clonó con éxito el gen humano de la insulina en 1978.
Es especialista en aplicaciones y directora del Laboratorio de Recursos Compartidos de Citometría de Flujo y Clasificación Celular del Instituto Tecnológico de California en Pasadena, California. También es directora del laboratorio de investigación de Ellen Rothenberg desde 1982, donde se estudian las células inmaduras del sistema inmunitario y las señales que influyen en las funciones especializadas que asumen las células. Su enfoque de investigación principal en Caltech se centra en la diferenciación temprana de las células T murinas, utilizando citometría de flujo y separación celular para investigar estados de desarrollo y linajes en estas poblaciones de células T. Sus contribuciones han proporcionado más de 25 publicaciones científicas.

## Activismo LGBT
Diamond se interesó en el activismo LGBT después de experimentar la homofobia en su vida personal y profesional. En 1981, se vio obligada a abandonar el Instituto de Investigación City of Hope, donde trabajaba, porque un compañero de trabajo descubrió que era homosexual y comenzó a sabotear sus experimentos de laboratorio.
Ayudó a poner en marcha la National Organization of Gay and Lesbian Scientists and Technical Professionals (NOGLSTP) (Organización Nacional de Científicos y Profesionales Técnicos Gays y Lesbianas), ahora llamada Out to Innovate, una organización que permite a jóvenes científicos queer establecer contactos entre sí. Ahora es la presidenta emérita de la organización.
Diamond ha dedicado su trabajo con NOGLSTP a empoderar a las personas LGBT en STEM (ciencia, tecnología, ingeniería y matemáticas) y luchar contra la discriminación que sufren las personas LGBT en el lugar de trabajo. Cree que "científicos e ingenieros son más productivos cuando pueden ser ellos mismos". Parte de su trabajo para aumentar la visibilidad de las personas queer en STEM incluye mantener una lista actualizada de "científicos queer de relevancia histórica" y apoyar un programa de mentores para que jóvenes estudiantes y científicos conozcan a personas mayores en sus carreras de elección.

## Reconocimientos
Diamond ha recibido numerosos premios y reconocimientos. Fue galardonada con el Premio L.A.C.E. (Lesbianas y Mujeres Bisexuales Activas en el Empoderamiento Comunitario) otorgado por el Centro Gay y Lésbico de Los Ángeles y el Premio al Voluntario del Año Walt Westman otorgado por NOGLSTP. Su nombre también se encuentra en directorios de referencia como "Who's Who in Science and Engineering," "Who's Who of American Women," y "Who's Who in the West."
En 2008, Diamond fue nombrada fellow de la Asociación Estadounidense para el Avance de la Ciencia (AAAS).